# Barbatula nuda
Barbatula nuda és una espècie de peix de la família dels balitòrids i de l'ordre dels cipriniformes.

## Morfologia
- Fa 22 cm de llargària màxima.[2][3]

## Hàbitat i distribució geogràfica
És un peix d'aigua dolça, demersal i de clima temperat, el qual viu a Àsia (la Xina, la península de Corea i el Japó).

## Observacions
És inofensiu per als humans.